# Cantone di Tourcoing-Nord-Est
Il Cantone di Tourcoing-Nord-Est era una divisione amministrativa dell'arrondissement di Lilla.
È stato soppresso a seguito della riforma complessiva dei cantoni del 2014, che è entrata in vigore con le elezioni dipartimentali del 2015.
Comprendeva parte della città di Tourcoing e il comune di Neuville-en-Ferrain.